# سونیای سرخ (فیلم ۲۰۲۵)
سونیای سرخ (به انگلیسی: Red Sonja) فیلمی آمریکایی در ژانر شمشیر و جادوگری به کارگردانی ام.جی. باست و نویسندگی تاشا هوو است که بر اساس شخصیتی به همین نام اثر رابرت هاوارد ساخته شده است. در این فیلم ماتیلدا لوتز به عنوان شخصیت اصلی در کنار والیس دی، رابرت شیهان، مایکل بیسپینگ، مارتین فورد، الیزا ماتنگو، رونا میترا و ورونیکا فرس بازی می‌کنند.
نمایش افتتاحیه سونیای سرخ در ۳۱ ژوئیه ۲۰۲۵ در روسیه بود و سپس در ۱۳ اوت ۲۰۲۵ توسط ساموئل گلدوین فیلمز در سینماهای ایالات متحده اکران شد.

## داستان
سونیای سرخ، شکارچی بربری که توسط یک حاکم ستمگر به بردگی گرفته شده است، حاکمی که آرزوی نابودی قبیله او را دارد.
اکنون او باید با متحد کردن دسته ای از مبارزان ناخوش آیند به نبرد اژدهای شگفت‌انگیز و عروس مرگبار او یعنی آنیسای تیره، برود.

## بازیگران
- ماتیلدا لوتز در نقش رد سونیا
- والیس دی در نقش آنیسیا، خواهر ناتنی رد سونیا[۶]
- رابرت شیهان در نقش امپراتور دراگانِ باشکوه
- مایکل بیسپینگ در نقش هاوک
- مارتین فورد در نقش ژنرال کارلاک
- الیزا ماتنگو در نقش آماراک
- ورونیکا فرس در نقش اشیره و مادر رد سونیا
- کاترینا دوردن در نقش سایووس[۷]
- رونا میترا در نقش پترا
- مَنال ال فیطوری در نقش آیالا[۷]
- تونی وی در نقش دِین آهنگر
- کیت نیکولاس در نقش برث

## تولید
فیلمبرداری در اوت ۲۰۲۲ در صوفیه، بلغارستان آغاز شد. و در اواخر همان سال به پایان رسید.